# Белою, Николае
Николае Белою (рум. Nicolae Beloiu; 9 мая 1927, Окница, жудец Дымбовица, Румыния — 10 марта 2003) — румынский композитор.
Окончил Бухарестскую консерваторию (1953), ученик Марциана Негри и Теодора Рогальского; одновременно изучал математику и архитектуру в Бухарестском университете. Возглавлял музыкальный отдел Румынского радио и телевидения (1963—1971), после 1971 года был профессором оркестровки в Бухарестской консерватории, в 1990—1992 годах — её ректор. Автор ряда статей об оркестровке румынского музыкального фольклора, истории и теории румынской музыки.
Наследие Белою-композитора включает симфоническую, вокально-хоровую, камерную, театральную музыку. В 1969 году Белою стал лауреатом Международного конкурса имени королевы Елизаветы. Он также пять раз удостаивался премии Союза румынских композиторов.